# Citroën C4 (2020)
Pour les articles homonymes, voir Citroën C4.
La Citroën C4 III est une berline compacte typée crossover du constructeur automobile français Citroën dévoilée en juillet 2020 et commercialisée à partir de décembre 2020,.
Elle remplace la seconde génération de C4 produite de 2010 à 2018 et la C4 Cactus qui a assuré la continuité de la gamme comme berline compacte de 2018 à 2020, bien qu'étant plus courte de 20 centimètres.

## Présentation
La C4 III est dévoilée officiellement en images le 16 juin 2020 avant sa présentation complète le 30 juin 2020, puis disponible en commande dès juillet 2020 pour une livraison au troisième trimestre 2020. Elle devait être exposée en première mondiale au Mondial Paris Motor Show 2020, mais celui-ci a été annulé en raison de l'épidémie de maladie à coronavirus COVID-19. Par conséquent, sa présentation dans les halls d'exposition des succursales est décalée au début du mois de septembre, la prise de commandes en octobre et les livraisons dès le dernier trimestre 2020.
La C4 est présentée en version électrique nommée ë-C4 avec un « ë » comme dans Citroën, et de couleur bleue, avant la présentation des versions thermiques.

Phase I (2020-2024)
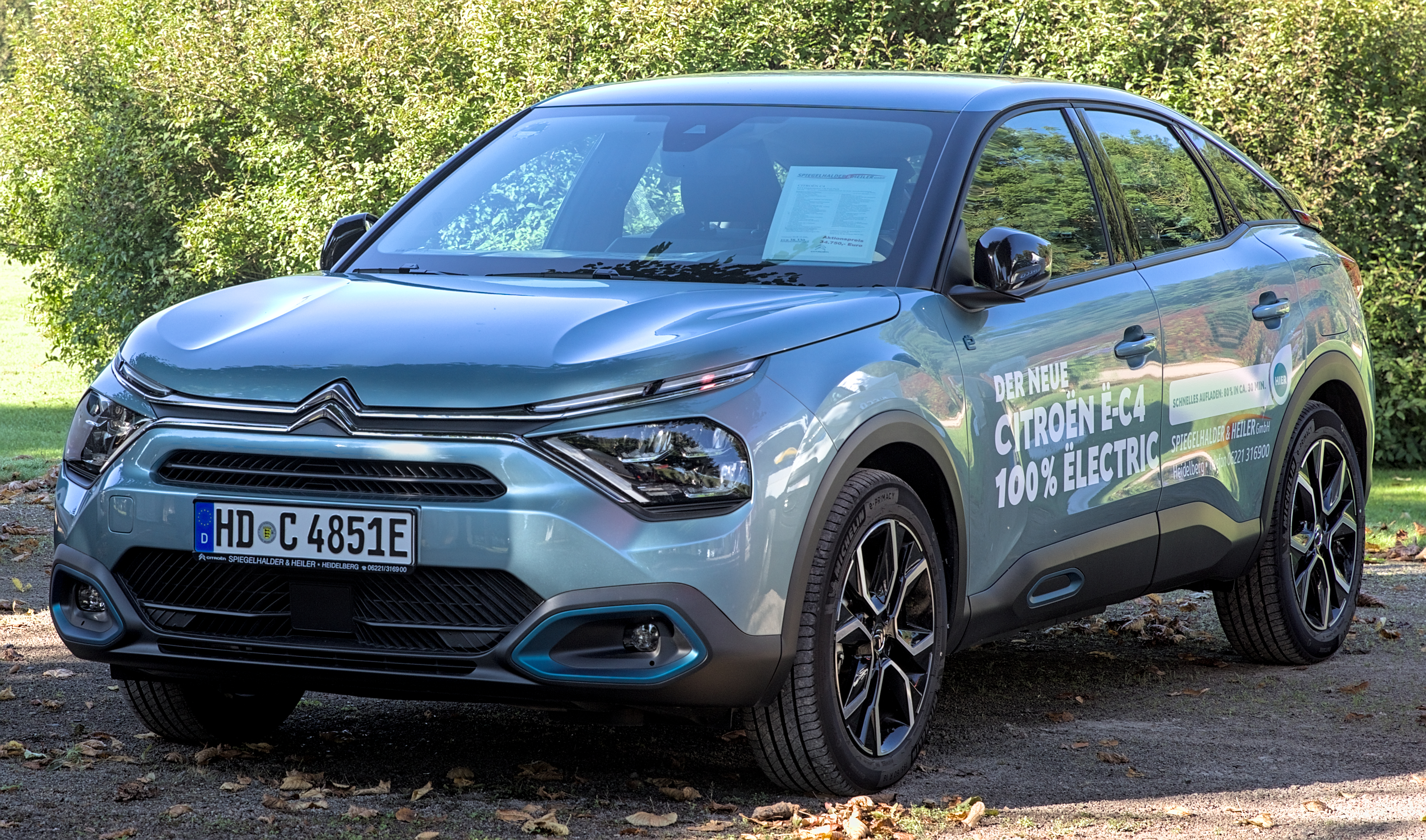
ë-C4 III phase 1 (vue avant).
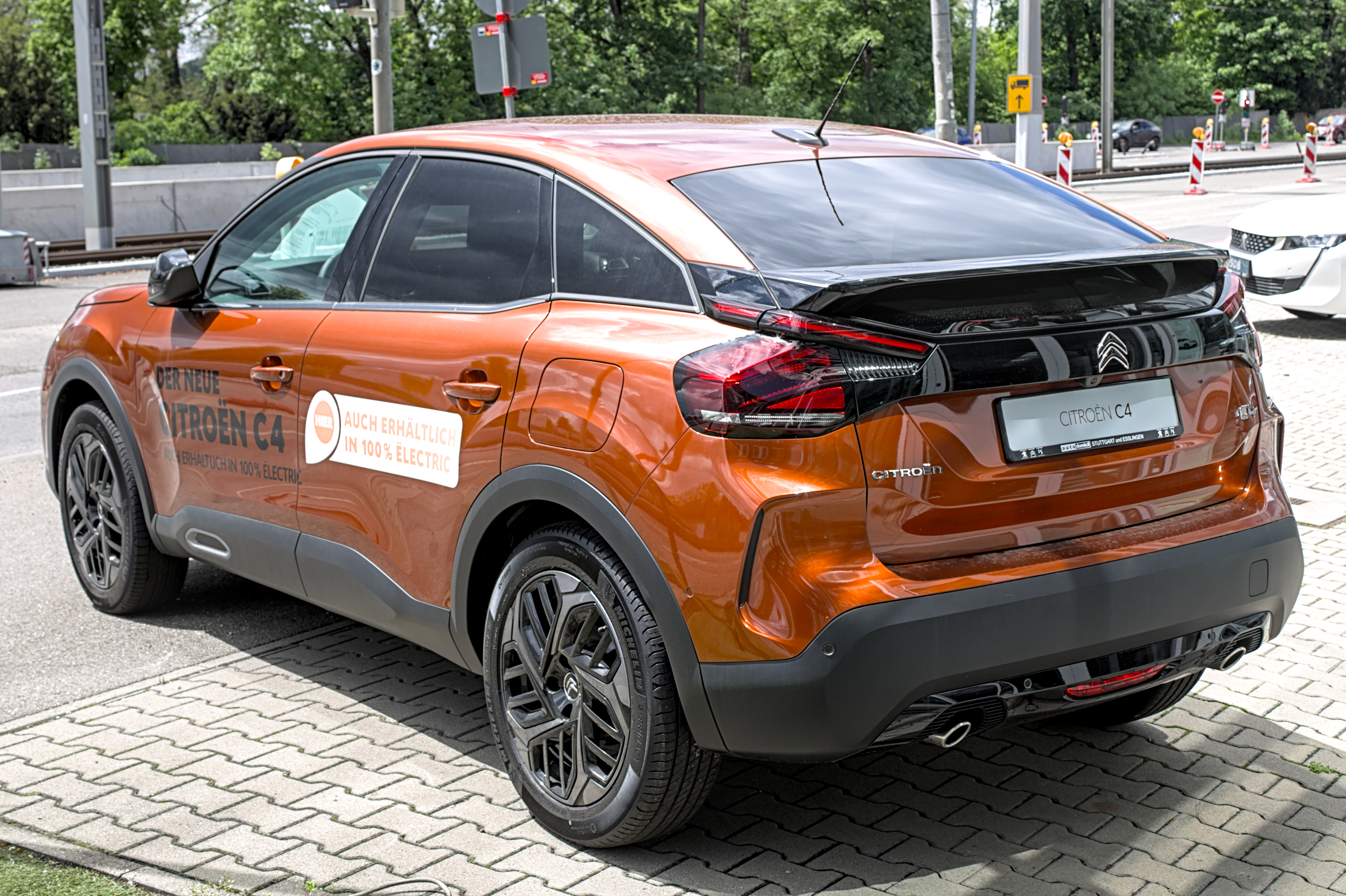
C4 III phase 1 (vue arrière).
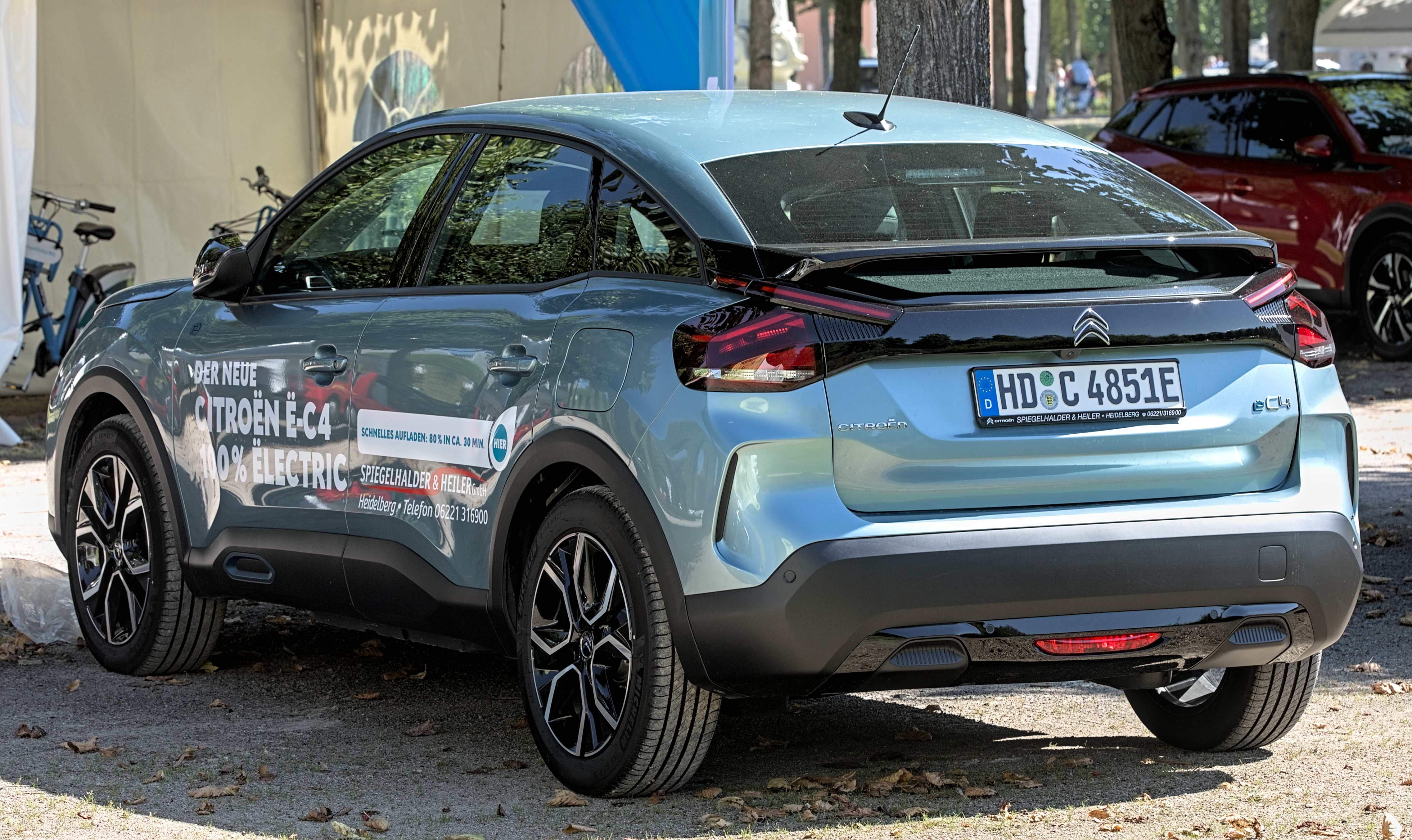
ë-C4 III phase 1 (vue arrière).
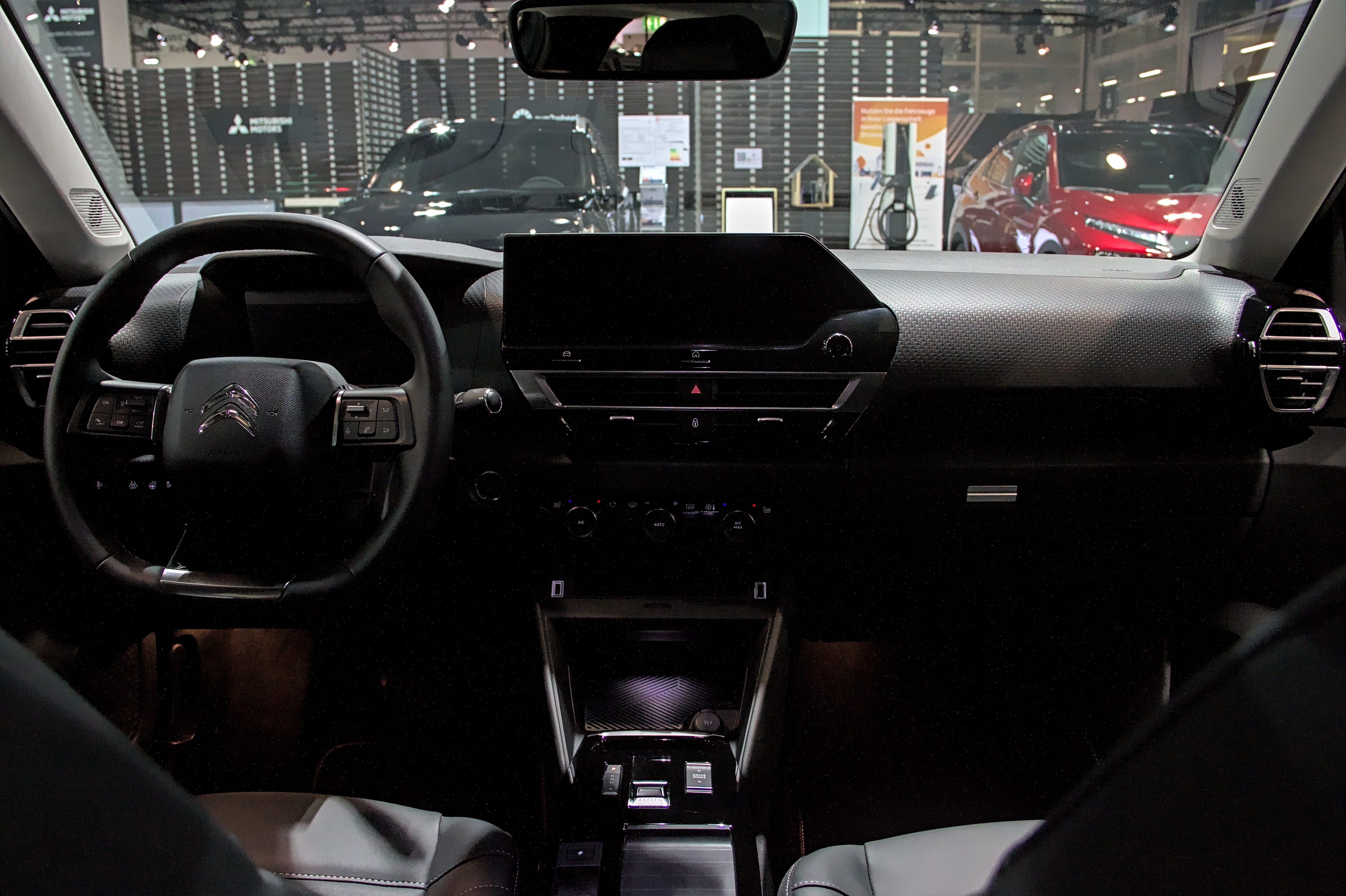
Planche de bord de la phase 1

Phase II (2024-)
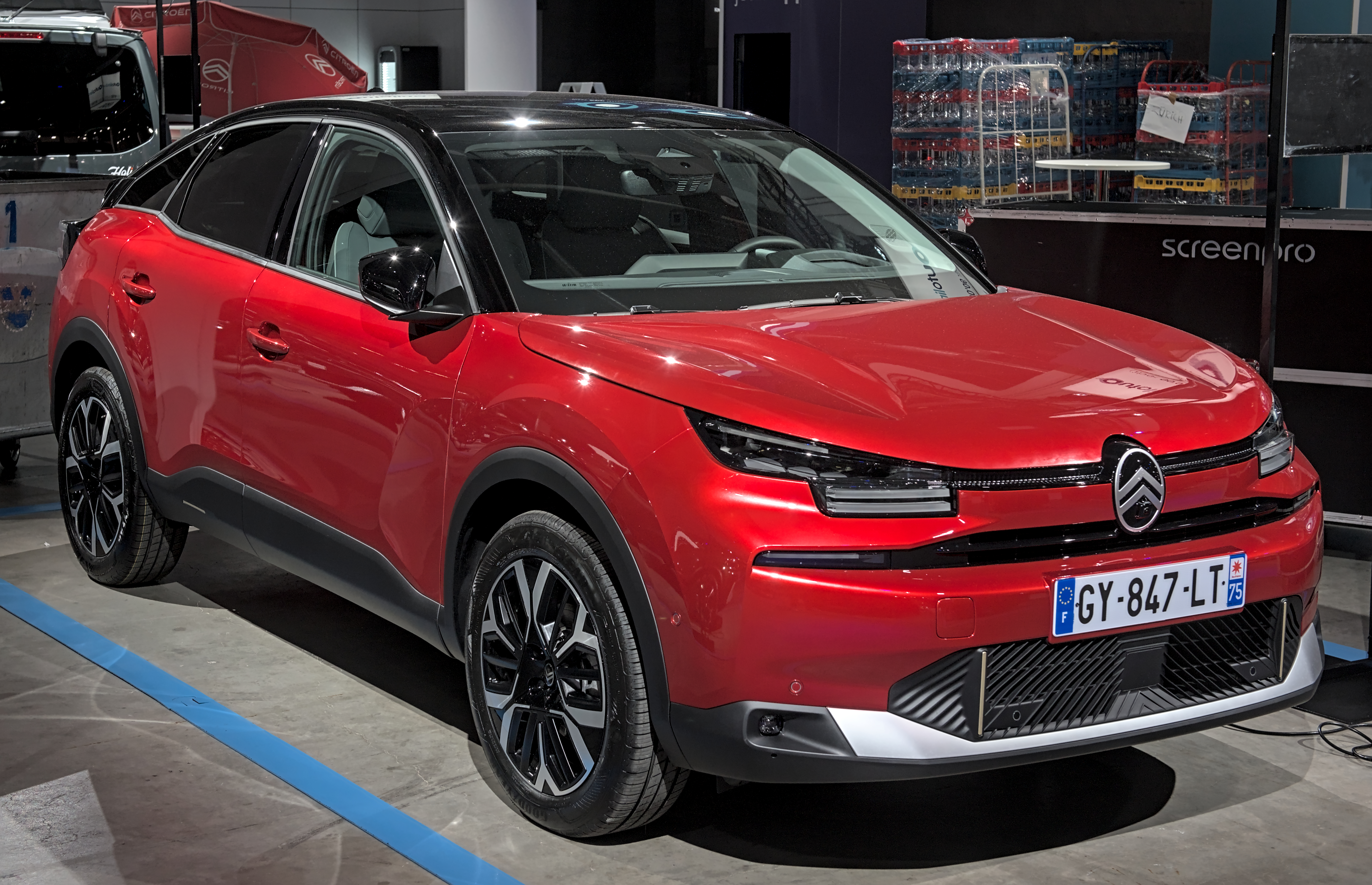
Vue de l'avant
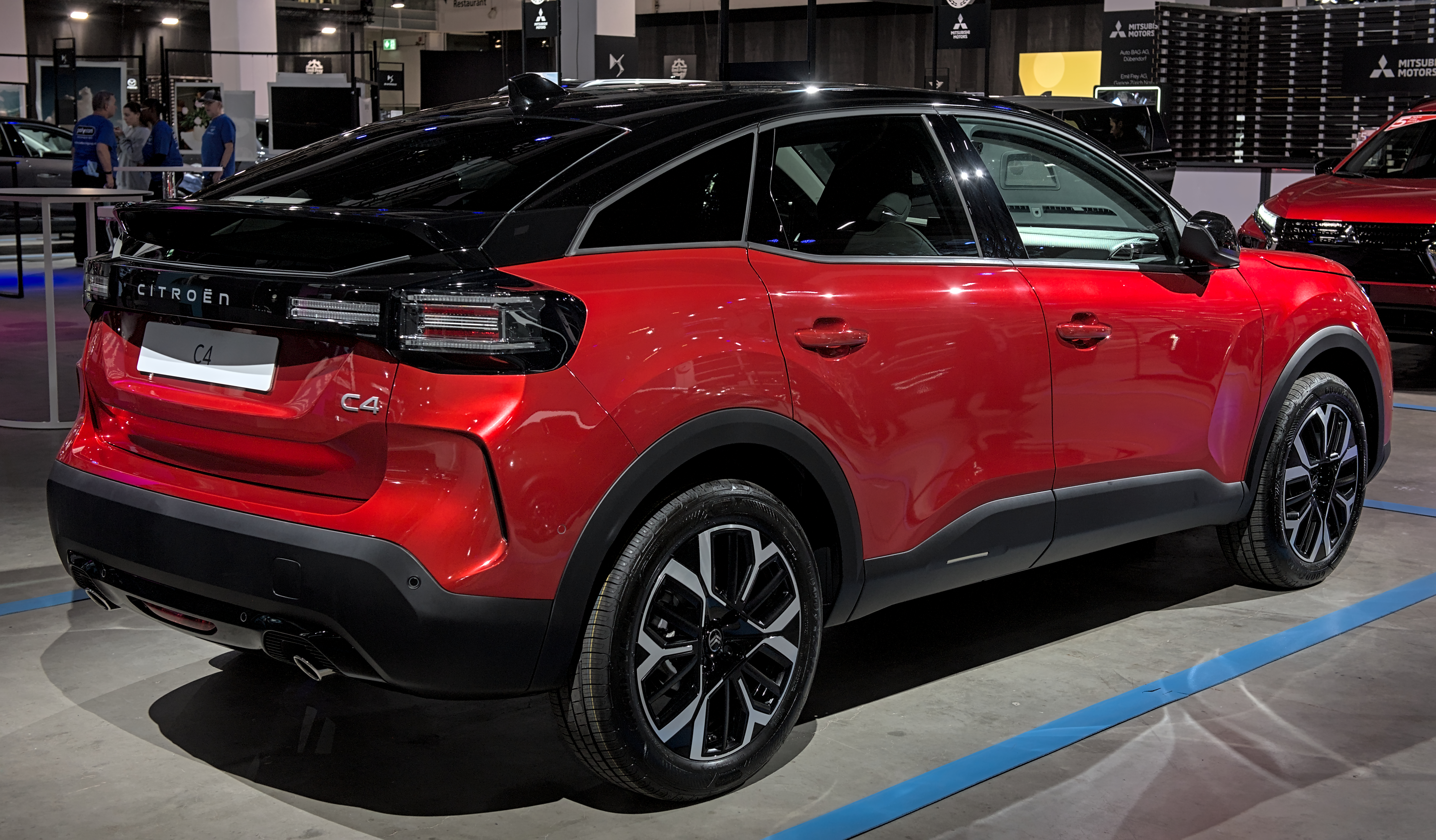
Vue de l'arrière

## Design
La remplaçante de la C4 II et de la C4 Cactus rend hommage à la Citroën GS/GSA qui célèbre ses 50 ans en 2020. On retrouve ainsi la lunette arrière inclinée, le coffre vertical et les vitres de custode de son aïeule, étirées jusqu'à la poupe.
Dès le mois de février 2023, la C4 propose une option toit bi-ton noir au prix de 350 €.

### Déclinaisons
Trois types de carrosserie sont initialement prévus : 2 volumes 5 portes (C4, projet C41) en 2020, trois volumes 4 portes (C4 X, projet C43) à partir de juin 2022 et SUV compact (C44) reprenant le nom de C4 Aircross. En mai 2021, les journalistes de L'Argus révèlent que le projet C44 est avorté pour laisser place au seul CC24 (remplaçant du C3 Aircross, qui sera plus long que ce dernier).

## Caractéristiques techniques
La troisième génération de Citroën C4 repose sur la plateforme technique CMP à empattement long (2,65 m) utilisée, entre autres, par la Peugeot 208 II.
Dès février 2023, elle propose sur les niveaux de finitions supérieurs le nouveau système d'info-divertissement My Citroën Drive Plus, inauguré sur la C4 X quelques semaines plus tôt. Ce nouveau système multimédia peut être personnalisé avec des widgets. La qualité graphique ainsi que la fluidité de l'interface sont également revues. La compacte reçoit également un système de reconnaissance vocale.

### Motorisations
| Logo de Citroën            | Citroën C4                    | Citroën C4                    | Citroën C4                    | Citroën C4                    | Citroën C4                                              | Citroën C4                       | Citroën C4                       |
| Logo de Citroën            | 1.2 PureTech S&S              | 1.2 PureTech S&S              | 1.2 PureTech S&S              | 1.2 PureTech S&S              | 1.2 PureTech micro-hybride 48 V                         | 1.5 BlueHDi S&S                  | 1.5 BlueHDi S&S                  |
| Moteur                     | 3-cylindres essence (type EB) | 3-cylindres essence (type EB) | 3-cylindres essence (type EB) | 3-cylindres essence (type EB) | 3-cylindres essence (type EB)                           | 4-cylindres diesel (type DV/DLD) | 4-cylindres diesel (type DV/DLD) |
| Alimentation               | Turbocompressé                | Turbocompressé                | Turbocompressé                | Turbocompressé                | Turbocompressé                                          | Turbocompressé                   | Turbocompressé                   |
| Cylindrée (cm3)            | 1 199                         | 1 199                         | 1 199                         | 1 199                         | 1 199                                                   | 1 499                            | 1 499                            |
| Puissance maximale ch (kW) | 102 (75)                      | 131 (96)                      | 131 (96)                      | 155 (114)                     | thermique : () électrique : 28 (21) cumulée : 136 (100) | 110 (81)                         | 130 (96)                         |
| au régime de (tr/min)      | 5 000                         | 5 500                         | 5 500                         | 5 500                         |                                                         | 3 750                            | 3 750                            |
| Couple maximal (N m)       | 205                           | 230                           | 230                           | 240                           | thermique : électrique : 55 cumulée : 230               | 250                              | 300                              |
| au régime de (tr/min)      | 1 750                         | 1 750                         | 1 750                         | 1 750                         |                                                         | 1 750                            | 1 750                            |
| Boîte de vitesses          | Manuelle 6 rapports (BVM6)    | Manuelle 6 rapports (BVM6)    | Automatique 8 rapports (EAT8) | Automatique 8 rapports (EAT8) | Électrifiée à double embrayage e-DCS6                   | Manuelle 6 rapports (BVM6)       | Automatique 8 rapports (EAT8)    |
| Transmission               | Traction                      | Traction                      | Traction                      | Traction                      | Traction                                                | Traction                         | Traction                         |
| Vitesse maximale (km/h)    |                               | 200                           | 200                           |                               |                                                         |                                  | 206                              |
| 0-100 km/h (s)             |                               | 8.9                           | 9.4                           |                               |                                                         |                                  | 9.5                              |
| Consommation (L/100 km)    |                               | 5.4                           | 5.8                           |                               |                                                         |                                  | 4.6                              |
| Émissions de CO2           | 104                           | 108                           | 110                           | 133                           |                                                         | 101                              | 99                               |
| Émissions de CO2 (WLTP)    | 130/133                       | 120/122                       | 130/132                       | 141                           | 107                                                     | 122/123/125                      | 119/120                          |
| Capacité du réservoir (L)  | 50                            | 50                            | 50                            | 50                            | 50                                                      | 50                               | 50                               |
| Masse à vide (kg)          | 1 209                         | 1 247                         | 1 278                         | 1 299                         |                                                         | 1 260                            | 1 324                            |
| Norme environnementale     | Euro 6d                       | Euro 6d                       | Euro 6d                       | Euro 6d                       | Euro 6d                                                 | Euro 6d                          | Euro 6d                          |
| Disponibilité              | depuis fin 2020               | depuis fin 2020               | depuis fin 2020               | fin 2020 - janvier 2022       | février 2024 -                                          | depuis fin 2020                  | depuis fin 2020                  |

(S&S : Stop and Start)
Le modèle 155 ch disparaît du catalogue en 2023, et, en février 2024, la C4 reçoit le nouveau moteur du groupe Stellantis, le 1.2 PureTech micro-hybride 48 V de 136 ch associé à la boîte à double embrayage électrifiée e-DCS6.

### ë-C4
|                                            | Citroën ë-C4        | Citroën ë-C4                                     |
| ------------------------------------------ | ------------------- | ------------------------------------------------ |
| Puissance moteur                           | 100 kW              | 115 kW                                           |
| Puissance maximale                         | 82 à 136 ch         | 82 à 156 ch                                      |
| Couple maximum                             | 260 N m             | 260 Nm (500 à 4 060 tr/min)                      |
| Capacité de la batterie                    | 50 kWh              | 54 kWh                                           |
| Temps de recharge sur une borne 100 kW     | 30 minutes (à 80 %) | 30 minutes (à 80%)                               |
| Temps de recharge sur une Wallbox 11 kW    | 5 heures 15         | 5 heures 15                                      |
| Temps de recharge sur une prise domestique | 16 heures           | 31 heures (8 amp) 15h00 (16 amp prise renforcée) |
| Autonomie (cycle WLTP)                     | 350 km              | 420 km                                           |
| Poids                                      | 1 541 kg            | 1561 kg                                          |
| Vitesse                                    | 150 km/h            | 150 km/h (mode sport)                            |
| 0 à 100 km/h                               | 9,7 s               | 9,5 s                                            |
| Consommation                               |                     | 147 - 151 (wh/km) cycle combiné                  |
| Disponibilité                              | depuis fin 2020     | Septembre 2023                                   |

## Finitions
- Live (sur la thermique dès le lancement et sur l'ë-C4 dès avril 2022)
- Feel
- Feel Pack
- Shine
- Shine Pack

La gamme de finitions pour la clientèle professionnelle est légèrement différente :
- Live, Live Pack Business ou Live Pack Business R
- Feel, Feel Pack, Feel Pack Business ou Feel Nav Business R
- Shine ou Shine Pack

La version électrique est disponible pour les particuliers comme pour les professionnels.

## Séries spéciales
- C-Series (collection 2021, Allemagne uniquement)[20]
- C-Series (collection 2022)[21]
- ë-C4 Lët's Go (2022, Allemagne)[22]

### Tableau de gamme et tarifs
Le tableau de gamme ci-dessous recense les tarifs des différentes versions de la Citroën C4 pour les particuliers.
|                                                               | Live     | Feel     | Feel Pack | C-Series (série spéciale) | Shine    | Shine Pack |
| ------------------------------------------------------------- | -------- | -------- | --------- | ------------------------- | -------- | ---------- |
| PureTech 100                                                  | 24 950 € | 26 950 € | -         | -                         | -        | -          |
| PureTech 130                                                  | -        | 28 450 € | 29 200 €  | 30 900 €                  | 31 250 € | -          |
| PureTech 130 EAT8                                             | -        | 30 450 € | 31 200 €  | 32 900 €                  | 33 250 € | 34 350 €   |
| BlueHDi 130 EAT8                                              | -        | -        | 33 000 €  | 34 700 €                  | 35 050 € | 36 150 €   |
| ë-C4 (Moteur électrique 136 ch) (bonus écologique non déduit) | 39 700 € | 41 200 € | 41 550 €  | 43 250 €                  | 43 600 € | 44 700 €   |

## Concept car

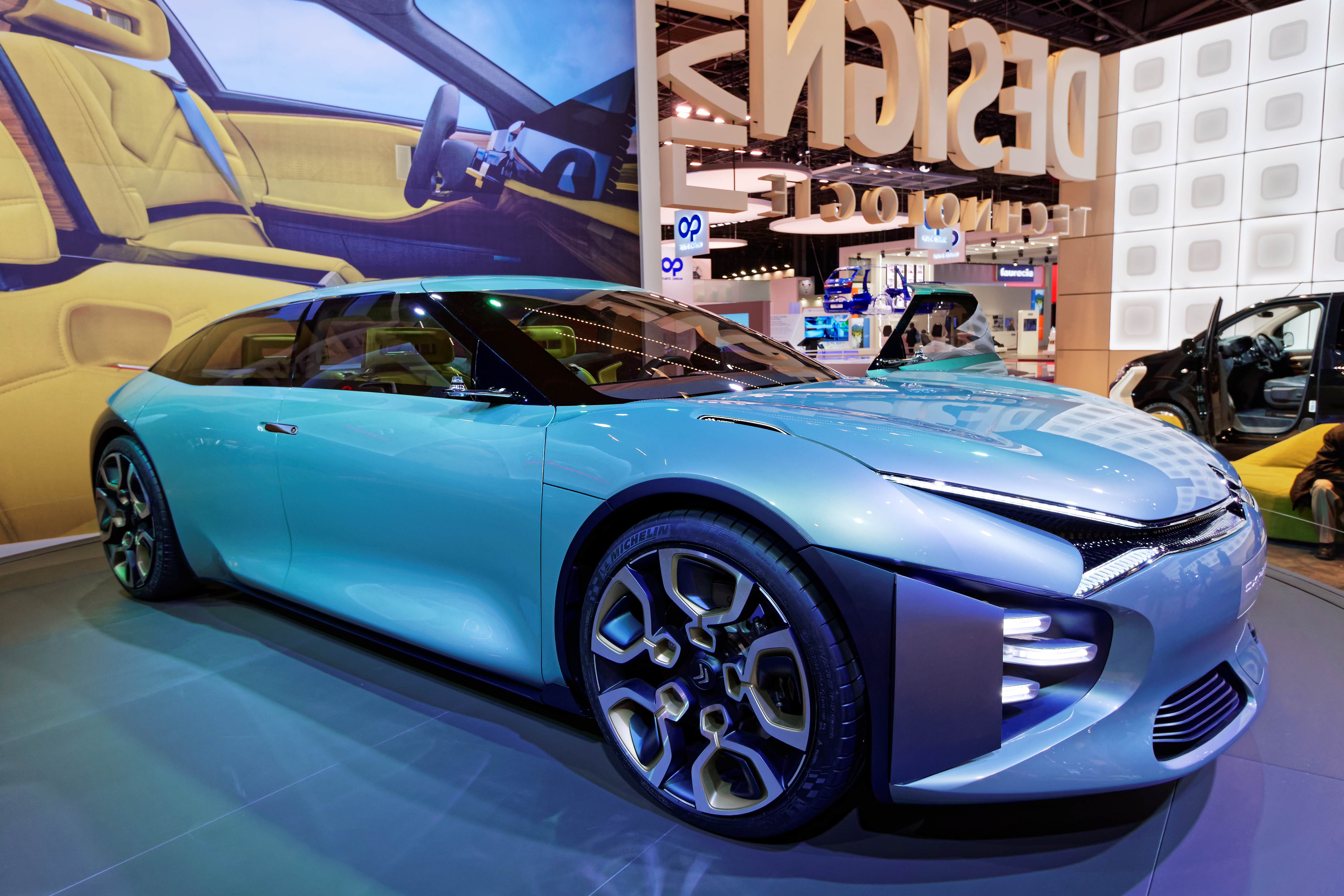
Concept CXperience

La C4 de troisième génération s'inspire du concept car CXperience présenté au Mondial de l'automobile de Paris 2016 pour la ligne générale, ainsi que du 19_19 Concept présenté en mai 2019 pour des détails de style.

## Production et ventes
L'ensemble de la production est assuré par le site de Villaverde, au Sud de Madrid (Espagne).
Citroën a annoncé espérer immatriculer 25 000 Citroën C4 en France durant 2021, sa première année de commercialisation complète. Cet objectif de vente comprend 4 500 ë-C4, soit 18 % du total. Il est difficile de savoir si ces objectifs commerciaux seront atteints (au premier trimestre 2021, il s'est immatriculé 3 633 Citroën C4 en France et 18 122 de janvier à novembre 2021 soit 1,2 % du marché auto français), la production du modèle dans l'usine de Madrid ayant pris du retard à cause d'épisodes neigeux ayant touché la capitale espagnole en début d'année, ainsi que par la pénurie de semi-conducteurs qui affecte l'ensemble de l'industrie automobile, ainsi certains modèles livrés ont vu leur fonction sans contact pour smartphone absent.